# Neurigona floridula
Neurigona floridula är en tvåvingeart som beskrevs av Wheeler 1899. Neurigona floridula ingår i släktet Neurigona och familjen styltflugor. Inga underarter finns listade i Catalogue of Life.